# Фалшборд
Фалшборд (на английски: bulwark) е ограждение по края на външната палуба на плавателен съд, кораб или друго плавателно средство представляващо плътна стена без изрези или със специални изрези (отвори) за оттичане на водата (просвети между ширстрека и самия фалшборд), швартовка (клюзове) и прочее. Това е конструкция от дърво или стоманени листове с подпиращ го набор (в зависимост от материала от който е построен плавателния съд).
Аналогичната конструкция в носовия край се нарича „козирка“ или козирка на фалшборда, ако носа на съда е с наклон и фалшборда в носовата част на съда е направен с наклон навън (като продължение на корпуса на съда) за подобряване на неговите мореходни качества.

## Предназначение на фалшборда
Фалшбордът е предназначен да:
- предотвратява повреди на палубните конструкции и оборудване, палубния товар от удара на вълните и действието на вятъра по време на лоши метеорологични условия;
- служи като ограждение на откритите части на външните палуби от падания зад фалшборда (в морето или от горните палуби на долните палуби) на хора, предмети, палубни товари;
- намалява въздействията на вятъра и вълните върху човека (на палубата на мостика по време на носене на вахтата, на палубата на бака по време на спускане на котва и т.н.)

## Елементи на фалшборда
Стоманените листове на фалшборда се заваряват за вертикални стойки за здравина. Ако фалшбордът има просвет, то стойките, които са заварени към палубата, изпълняват и ролята на опори.
Отгоре на фалшборда се закрепва хоризонтална дървена греда или стоманен профил (стоманения профил може да бъде обрамчен с дървената греда), който се нарича планшир.
Височината на фалшборда е около 0,9 – 1,2 метра, но на малките катери, буксири и останалите малки съдове може да бъде и по-нисък. Понякога фалшбордът може да бъде и по-висок от човешки ръст ако има конструктивна необходимост за повишена безопасност и т.н.
Оставя се просвет от палубата (от горния ръб на ширстречния лист) от 10 – 25 сантиметра за оттичане зад борда на големи количества вода, а с цел предотвратяване на повреди при швартовка фалшбордът се поставя с наклон навътре към съда или с отстояние навътре от външната обшивка на корпуса на съда.
На горните палуби (на палубата на мостика, например) фалшбордът няма просвет, тъй като за оттичането на водата са напълно достатъчни палубните шпигати.
Там, където на палубата няма товари вместо фалшборд може да се постави релинг или леер със стойки (леерна ограда).

### Дилатация
Това е фрагмент от заводската спецификация на съда „Тойво Антикайнен“: „Фалшбордът е заварена конструкция с височина 1200 mm по цялата дължина на съда. Температурните шевове (дилатация) – три по дължината на фалшборда“.
Съдът по време на вълнение или в процеса на товарно/разтоварни дейности и температурни изменения на климата е подложен на огъване и усукване. Ако корпусът представлява твърда конструкция от типа на тръбата, то фалшбордът ще изглежда тънка лента на фона на целия корпус. При огъване на съда фалшбордът би се разкъсал, ако в него специално, при построяването на съда, не са оставяни прекъсвания на няколко места. Но, за да бъде фалшбордът непрекъсната преграда за вълните, тези разриви се застъпват един с друг. Там фактически няма шевове и конструкцията изглежда цяла, но всъщност целият фалшборд е изграден от няколко сегмента.